# إيلين بيترسون
إيلين بيترسون (بالإنجليزية: Ellen Peterson)‏ هي ناشطة سلام وعالمة بيئة أمريكية، ولدت في 5 ديسمبر 1923 في تشارلوت في الولايات المتحدة، وتوفيت في 14 أكتوبر 2011 في Estero, Florida ‏ في الولايات المتحدة.